# Sparganium speirocephalum
Sparganium speirocephalum är en kaveldunsväxtart som beskrevs av Leopold Martin Neuman. Sparganium speirocephalum ingår i släktet igelknoppar, och familjen kaveldunsväxter. Inga underarter finns listade i Catalogue of Life.